# Lijst van personen uit Krefeld
Dit is een alfabetische lijst van personen uit Krefeld, een stad in Duitsland. Het gaat om personen die hier zijn geboren.

## B
- Heinrich Band (1821-1860), muziekinstrumentbouwer
- Andrea Berg (1966), zangeres
- Joseph Beuys (1921-1986), kunstenaar
- Gustav Adolf Bredow (1875-1950), beeldhouwer en medailleur
- Christian Breuer (1976), langebaanschaatser

## C
- Heinrich Campendonk (1889-1957), Duits-Nederlands kunstschilder
- Lothar Claesges (1942-2021), wielrenner

## D
- Albert Dohmen (1956), operazanger

## E
- Marcel van Eck (1888-1951), Nederlands beeldhouwer

## G
- Martha Genenger (1911-1995), zwemster

## H
- Bernhard Hennen (1966), schrijver
- Marta Hillers (1911-2001), journaliste
- Philip Hindes (1992), baanwielrenner
- Ralf Hütter (1946), muzikant (oprichter van Kraftwerk)

## K
- Wilhelm Karmann (1871-1952), ondernemer

## L
- René Libert (1922-2007), Belgisch atleet
- Leopold Löwenheim (1878-1957), wiskundige
- Karel Lücker (1882-1958), Nederlands beeldhouwer

## M
- Käthe Mengelberg (1894-1968), Duits-Amerikaans sociologe

## N
- Jochen Neerpasch (1939), autocoureur
- Uwe Nepp (1966), wielrenner

## O
- Albert Oehlen (1954), kunstschilder
- Markus Oehlen (1956), kunstschilder (broer van Albert)

## P
- Anne Poleska (1980), zwemster

## R
- Barbara Rittner (1973), tennisster

## S
- Jacobus Schoemaker Doyer (1792-1867), Nederlands kunstschilder

## V
- Werner Voss (1897-1917), gevechtspiloot

## Z
- Max August Zorn (1906-1993), Duits-Amerikaans wiskundige